# 古坑嘉興宮
23°38′47″N 120°33′44″E / 23.646337°N 120.562096°E
古坑嘉興宮，是位於臺灣雲林縣古坑鄉朝陽村的池府王爺廟，為古坑、朝陽、西平村的信仰。

## 沿革

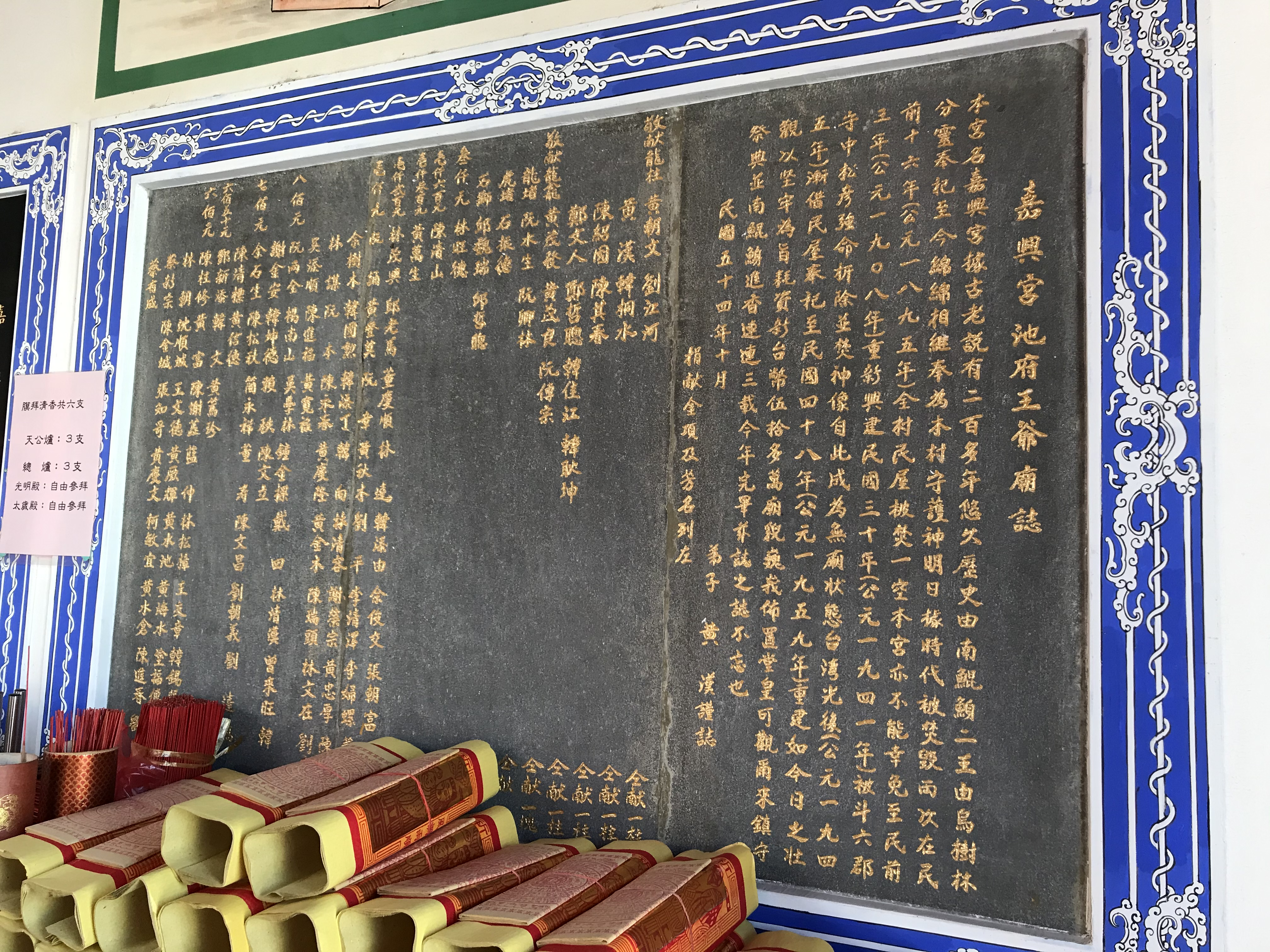
沿革

建廟傳說是清末時，有一名來自台南後壁烏樹林的民眾到當地作工，順道請來家鄉的池府王爺來古坑供奉，當他返鄉時，神明不願離開，從此變為地方神明。信徒代表是來自古坑、朝陽、西平，由二十七位委員組成，再選出主委。
廟方的經費之一來自古坑鄉的保甲山地租，即當地日治時期日本政府撥給村民砍柴的80公頃山坡地，由耕作人繳錢給廟方，廟方再向政府納稅金，但1990年代停止。主委余宗孝任內，以經營納骨塔累積了不少廟產。
2006年，主委余宗孝表示管委會已購買多筆土地，表示將會重建廟宇。原先1959年的廟身，因為木造建築、內部壁畫，信徒一度想申請歷史建築。2016年10月起進行廟體整建，並在左右龍虎邊增建鐘樓、鼓樓，並新建香客辦公大樓，於2020年7月11日先舉辦朝陽、古坑、西平三村各聯合遶境，8月3日舉行入火安座大典。

## 祭祀
古坑、虎尾都有在農曆六月十八慶祝池府王爺誕辰，請流水席宴客的習俗。古坑人為古坑嘉興宮的香火，發展出陣頭團體，如西平村武躍館、朝陽村進興館、古坑村烏紅帽開路鼓，都有百年以上歷史。像2003年誕辰，古坑、西平、朝陽三村聯合舉行遶境時，縣長、立委等地方人士也都參與遊行。
古坑當地學校的校長也會帶學生來此祭拜，以求考試順利。